# Elisabeth Becker
Elisabeth Becker, född 20 juli 1923 i Neuteich, Fria staden Danzig (idag Nowy Staw, Polen), död 4 juli 1946 i Gdańsk, Polen, var en tysk lägervakt i koncentrationslägret Stutthof. Hon tillhörde SS-Gefolge, en nazistisk organisation för kvinnor.

## Biografi
Mellan 1938 och 1940 var Becker spårvagnskonduktör i Danzig och arbetade därefter hos en firma i Neuteich fram till 1944. Hon började därefter sin tjänst som vakt i koncentrationslägret Stutthof, där hon förblev tills lägrets befriades av Röda armén den 9 maj 1945. Hennes arbetsuppgift var att föra fångar till gaskammaren.
Efter befrielsen återvände hon till Neuteich. Efter att ha drabbats av tyfus kom hon till sjukhuset i Danzig, där hon den 13 april 1945 blev arresterad. Hon blev vid Stutthofrättegången dömd till döden den 31 maj 1946 och blev, trots försök att få nåd av den polske presidenten Bolesław Bierut, hängd en dryg månad senare, vid Biskupia Górka. Bland de som avrättades samtidigt fanns Gerda Steinhoff, Wanda Klaff, Jenny Wanda Barkmann och Ewa Paradies. Som bödlar tjänstgjorde tidigare fångar i Stutthof.

## Bilder

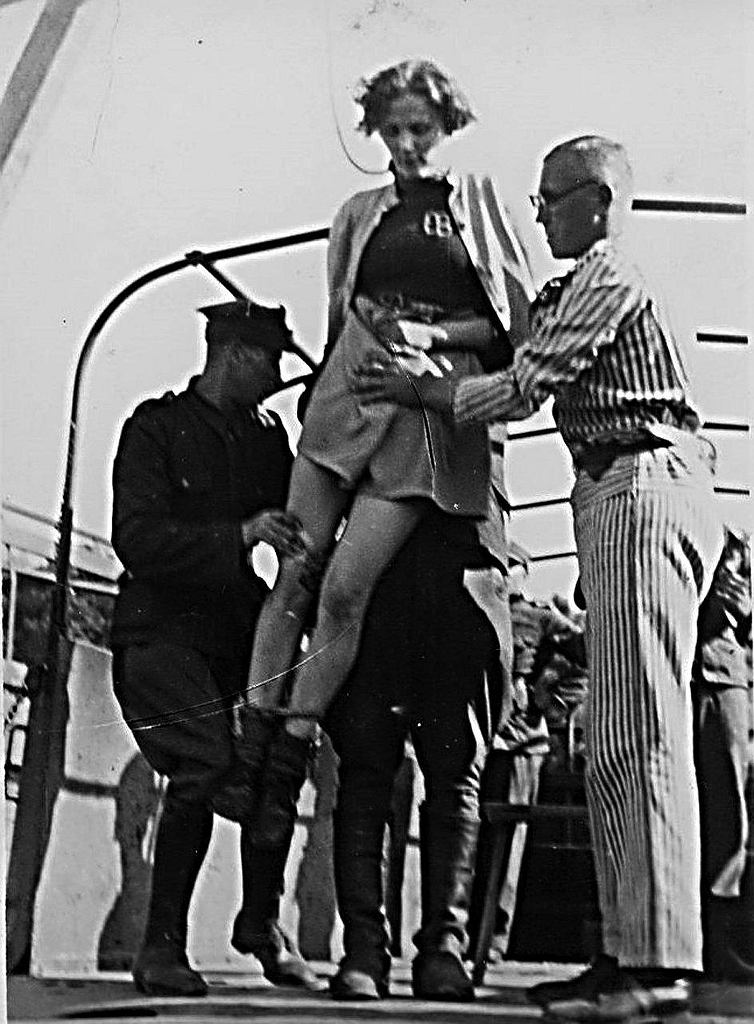
Elisabeth Becker inför avrättningen.
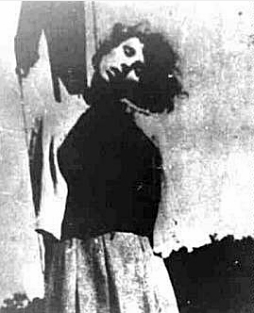
Elisabeth Becker efter avrättningen.

### Webbkällor
- ”Elisabeth Becker (1923–1946)”. Frauen am Galgen. http://www.geocities.ws/epjacobs4/elisabeth.htm. Läst 11 juni 2023.